# Chris Madsen
Christian Madsen detto comunemente Chris (Copenaghen, 25 febbraio 1851 – Guthrie, 9 gennaio 1944) è stato un militare e poliziotto danese naturalizzato statunitense, volontario nella Legione straniera francese e "US marshal"  del vecchio West americano.

## Biografia
Madsen nacque in Danimarca nel 1851. Nel 1866, a suo dire, a soli quattordici anni d'età, combatté con l'esercito danese contro i prussiani nelle trincee di Duppeler. Affermò di essersi arruolato successivamente nella Legione straniera francese e prestato servizio in Algeria per cinque anni e con lo scoppio della guerra franco-prussiana del 1870 prestò, a suo dire, servizio con le truppe di Giuseppe Garibaldi impegnate nei Vosgi e nel 1871 prese parte alla battaglia di Sedan.
Secondo la Società Storica dell'Oklahoma queste notizie riguardanti la gioventù di Chris Madsen sono state inventate dallo stesso Madsen, che in realtà, tra il 1869 e il 1874, aveva scontato cinque anni di carcere a Copenaghen per accattonaggio, vagabondaggio, frode e falsificazione. In una relazione redatta dalla polizia danese  veniva dipinto come un uomo molto intelligente, ma freddo di carattere, canaglia senza la minima intenzione di redimersi, praticamente allontanato dal proprio paese con il biglietto della nave pagato dal governo.
Nel 1876 emigrò negli Stati Uniti. Arruolatosi nell'esercito americano nel 5º Reggimento cavalleria fu promosso al grado di sergente e fu di stanza a Fort Hays, a Fort Reno e a Fort Russell. Prese parte alla campagna di repressione contro gli indiani combattendo, il 17 luglio 1876, nella battaglia di Warhonnet Creek contro i Cheyenne di capo Mano Gialla. Per il coraggio dimostrato nelle varie azioni a cui partecipò fu decorato della Silver Star, la massima onorificenza militare statunitense. 
Nel 1883 fece da scorta e guida al presidente  Chester Arthur  a Yellowstone. Lasciato l'esercito nel 1891, Madsen fu assunto come "deputy marshal" nell'Oklahoma ma durante la sua carriera di agente federale prestò servizio anche a Kansas City e a Chickasha diventando vice capo "marshal".
Durante la repressione del banditismo arrestò oltre 300 fuorilegge e fu personalmente responsabile dell'uccisione di  Dan "Dynamite Dick" Clifton, George "Red Buck" Waightman, e  Richard "Little Dick" West, fuorilegge della banda Doolin.
Madsen si ritirò nel 1905 all'età di 54 anni. Nel 1906 fu ricevuto alla Casa Bianca dal presidente degli Stati Uniti, Theodore Roosevelt.  Morì a Guthrie (Oklahoma), nel  1944 e fu sepolto nel cimitero di Frisco a Yukon.